# 南方電視台 (英國)
南方電視台（Television South，TVS）是英國獨立電視網的業者之一，在1982年1月1日至1992年12月31日持有英格蘭南部和東南部的獨立電視特許經營權。南方電視台在1980年的獨立電視網特許經營權競標中戰勝南部電視台，獲得英格蘭南部和東南部的獨立董事特許經營權。但在1991年的競標中因提出的商業計劃被監管機構認為缺乏可行性，而失去特許經營權。子午線廣播成為英格蘭南部和東南部新的獨立電視特許經營企業。

## 外部連結
- 互联网电影数据库上南方電視台的资料（英文）
- Transdiffusion Television Network From the South Part 1 （页面存档备份，存于）
- Transdiffusion Television Network From the South Part 2 （页面存档备份，存于）
- Transdiffusion Television Network Telecinema （页面存档备份，存于）
- TV Ark | Television South （页面存档备份，存于）